# Beke Albert
Beke Albert (Nádudvar, 1934. március 18. –) magyar irodalomtörténész, kritikus.

## Élete
Beke a Debreceni Református Kollégium gimnáziumában tanult és érettségizett, 1952-ben. Egyetemi tanulmányait 1952 és 1956 között végezte a Debreceni Egyetemen, ahol magyar szakos tanári diplomát szerzett. 1959-ben doktorált. Az Ady és barátai új megvilágításban című dolgozatával 1997-ben szerzett PhD fokozatot. Öt évig a Debreceni Egyetem Könyvtárában dolgozott, majd budapesti középiskolákban tanított. 1994 és 1998 között a Károli Gáspár Református Egyetemen mint docens oktatott.
Nyugdíjba vonulása után a Környezetvédelmi Minisztérium főosztályvezetője volt.
1953 óta jelennek meg irodalomtörténeti munkái és kritikái. 1995-ben megkapta a Táncsics Mihály Alapítvány Irodalmi Kritikusi Díját. Az Írószövetség tagja.

## Művei

### Könyvek
- A behódolt velszi bárdok kora. A magyarországi írók és a hatalom viszonya a Rákosi- és a Kádár-korszakban, 1.; L'Harmattan, Budapest, 2022, ISBN: 9789634148272
- Illyés Gyula a kommunista – Népfi vagy kegyenc? L'Harmattan, Budapest, 2019, ISBN: 9789634145301
- Gyulai Pál személyisége és esztétikája; szerk. Arday Géza; KRE–L'Harmattan, Budapest, 2017 (Károli könyvek Monográfia)
- Egy ember-katedrális. Tisztelgés a kilencvenkilencedik évben járó Dr. Bernáth Zoltán jogtudós előtt; Heraldika, Budapest, 2014
- Keserű igazságok. Tanulmányok és kritikák; L'Harmattan, Budapest, 2014
- Egy ember-katedrális. Tisztelgés a kilencvenkilencedik évben járó Dr. Bernáth Zoltán jogtudós előtt; Heraldika, Budapest, 2014
- Emlékezés a tegnapelőttre (2009. Mikes International)
- „Ember küzdj és bízva bízzál”, Barta János Madách értelmezéséről (2006. Mikes International)
- Egy meghasonlott lelkű ember, A politikus Mikszáth (2004. Szenci Molnár Társaság)
- Az emigráns Márai Sándor a magyarságról és önmagáról (2003. Szenci Molnár Társaság)
- Égető gondok a magyarországi református egyházban (2003. Szenci Molnár Társaság)
- Illyés Gyula mint közéleti szereplő (2003. Szenci Molnár Társaság)
- Problémák Németh László és Illyés Gyula körül (2003. Szenci Molnár Társaság)
- Márai Sándor a magyarságról és a zsidóságról (2002. Szenci Molnár Társaság)
- Élet vagy halál? A magyar irodalom tanulsága (2002. Szenci Molnár Társaság)
- Lakájok és hullócsillagok – szempontok egy hiteles magyar irodalomtörténethez, 1956-2000 (2002. Szenci Molnár Társaság)
- Egy kis kutya élete és halála (2002. Szenci Molnár Társaság)
- Röpirat az irodalom védelmében (2002. Szenci Molnár Társaság)
- Emlékezés a száz éve született Barta Jánosra (2001. Szenci Molnár Társaság)
- A kételkedés művészete (Irodalomelméleti és irodalomtörténeti tanulmányok, valamint kritikák) (1999. Mundus Magyar Egyetemi Kiadó)
- A regényíró Szalay Károly (1998. Szenci Molnár Társaság)
- Szabó Dezső és Szíj Rezső történelemszemlélete (1997. Szenci Molnár Társaság)
- Magasból a mélybe. Latinovits Zoltán levelei Beke Alberthez; Mundus, Budapest, 1996
- A halál nem alibi (Vitairatok és kritikák) (1996. Szenci Molnár Társaság)
- Ady Endre és barátai új megvilágításban (1995. Szenci Molnár Társaság)
- Hartyányi István Szíj Rezső bibliográfiája: (1934–1991) (1995. Szenci Molnár Társaság)
- Hatalom és szerep (Gyulai Pál, az ember) (1994. Mundus Magyar Egyetemi Kiadó)
- Szemben a széllel (Kritikai tanulmányok) (1994. Szenci Molnár Társaság)

### Cikkek
- Hiba Konrád Györgyöt isteníteni (Magyar Idők, 2018. augusztus 5)
- A Mikszáth-kép változásai (1997. Palócföld, 1997. II.) Archiválva 2009. január 24-i dátummal a Wayback Machine-ben
- Ady és Hatvany (1995. Studia Nova, 1995. 4. sz.)
- Emléksorok Földessy Gyuláról, Ady „poéta adminisztrátorá”-ról (1995. Studia Nova, 1995. 3. sz.)
- Gyulai Pál eszményítéselmélete (1994. Studia Nova, 1994. 2. sz.)
- Az esztétikai hatás fogalma Gyulai Pál esztétikájában (1994. Studia Nova, 1994. 1. sz.)
- Gyulai Pál illúzióelmélete (1978. Irodalomtörténeti Közlemények, 1978. 1. sz.)
- Az irodalmi tudat fejlődése vagy az új objektivációja (1965. Valóság, 1965. 1. sz.)
- Az irodalmi értékelés (1964. Látóhatár, 1964. február)
- Földi és Csokonai verselmélete (1955. Irodalomtörténeti Közlemények, 1955. 1. sz.)
- Egy XV. századi szövegtöredék (1953. Magyar Nyelv, 1953. 1-2. sz.)

## Díjai, elismerései
- A Magyar Érdemrend lovagkeresztje (2014)